# 哈瓦爾德·諾德
哈瓦爾德·諾德（英語及挪威語：Haavard Nord）是一位挪威的軟體程序員和企業家。

## 生平
哈瓦爾德·諾德現居挪威拜魯姆。他從挪威科技大學畢業，並在那裏取得計算機科學學士。
在1990年，他跟艾瑞克·錢伯-恩（Eirik Chambe-Eng）一起在一家位於特隆赫姆的醫院做超聲波設備的軟件開發工作。由於他們對當時市面上的跨平臺軟件開發工具不滿意，他們一同開發了Qt。在1994年，他們共同創立了一公司奇趣科技公司（Trolltech）；而在2008年，他們又共同創立了奇趣基金會（Trolltech Foundation）。從2012年起，他成爲了一名FSN Capital Partners（一挪威金融公司）的顧問。在2015年9月，他與其他人共同創立了《Conclude》，一個軟件的初創公司。該公司專門從事開發爲增加公司的生產效率的無程式碼開發平台（No-code apps）。兩年後，他再在奧斯陸（Oslo）與Ståle Løvbukten和Alexander Storkaas創立了一間金融科技（FinTech）的初創公司《OwnersRoom》。